# Blazer Drive
Blazer Drive (яп. ブレイザードライブ бурэйдза: дорайбу) — манга, придуманная и нарисованная Сэйси Кисимото, создателем 666 Satan (O-Parts Hunter). Публикуется в журнале Monthly Shōnen Rival с апреля 2008 года. Компания Sega также создала игру для Nintendo DS, используя параллельную историю.

## Сюжет
Действие разворачивается в Японии, точнее в Токио будущего, где люди подчинили себе силу природных элементов. Группа людей изобрела так называемые «Мистикеры», которые дают разные эффекты и могут быть использованы в повседневной жизни. Например электрический мистикер используется для питания транспорта, а огненный мистикер для разогрева чайника. Эти наклейки используются везде, для работы, развлечений и, даже для сражений. Известно, что очень опасно прикреплять мистикеры на кожу, но это история о тех, кто безо всякого вреда может это делать. Люди, которые могут прикреплять мистикеры к себе называются Блейзерами.
Сюжет начинается, когда на парня по имени Даити нападает таинственный незнакомец. У Даити нет шансов на победу, но в последний момент его спасает старший брат. Он успевает передать Даити электрический мистикер и бесследно исчезает. Даити одолевает незнакомца, выпустив в него молнию с помощью нового мистикера. После окончания битвы появляется новый персонаж Куроки, который предлагает Даити вступить в организацию Блейзеров. Он принимает предложение, и его приключения начинаются. Цель Даити — найти брата.

## Мир Blazer Drive

### Блейзеры
Блейзеры — это особые люди, способные контролировать силу Мистикера, прилепляя их на кожу и манипулируя их энергией. Сила блейзера исходит от силы ума и концентрации. Если блейзер освоил эти навыки, то его сила поднимется до максимума, и никто кроме него не сможет отлепить мистикер с его тела. Если же ум блейзера не сконцентрирован, то он нанесёт себе вред, и мистикер может отпасть сам.
Существуют некоторые мистикеры, которые не дают эффекта, если их используют обычные люди, но активируются, если их используют блейзеры.
Известные блейзеры: Гинга, брат Даити; сам Даити; Куроки; Сиро; Тамаки; некоторые союзники Куроки; также Нора-Буре (блейзеры-одиночки). Даити это отличный пример того, как человек понял, что может быть блейзером после того, как его брат исчез в другом измерении и хулиганы налепили мистикер Льда на его руку, безо всякого вреда для Даити. Вместо этого мистикер выстрелил ледяными иглами, задев хулиганов (и Мисору) на небольшом радиусе, но не причинив вреда самому Даити.
Известно, что если не-блейзер активирует мистикер на теле, то он непременно будет ранен и может потерять эту часть тела.

### Мистикеры
Эти наклейки можно клеить куда угодно и где угодно. Например, существуют нормальные наклейки с элементами: огонь, лёд, электричество и свет. Люди, называемые Блейзерами, могут помещать мистикеры на разные части тела и затем контролировать исходящую из мистикера энергию. Обычные люди пострадают, если попробуют это сделать. В первой главе Блейзер использовал вместе редкий мистикер стрелы и ультраредкий мистикер сдвига измерений. В результате, при попадании стрелы объект или существо перемещаются в измерении. Усиливающие мистикеры при активации поднимают силу любого используемого мистикера.
Мистикеры Килин
Это уникальные мистикеры, по слухам их в мире всего пять. Также считается, что эти мистикеры сами выбирают себе владельцев. Эти мистикеры — Чёрный Какутан, Белый Сакумэй, Синий Сёко, Алый Энку и Жёлтый Килин.
| Тип            | Редкость            | Мистикер (Название)           | Эффект |
| -------------- | ------------------- | ----------------------------- | --- |
| Элемент        | Обычный             | Огонь                         | Даёт эффекты горения, поджигания или разогревания. |
| Элемент        | Обычный             | Лёд                           | Даёт замораживающий эффект, лёд, и может принимать разные формы, такие как ледяные шипы, или ледяные когти. |
| Элемент        | Обычный             | Электричество                 | Создаёт электричество. |
| Элемент        | Обычный             | Свет                          | Создаёт мерцающий свет. |
| Элемент        | Редкий              | Божественный взгляд (Кандати) | При прикреплении на тело производит неограниченное количество электричества. |
| Лечебный       | Обычный             | Мульти-исцеление              | При прикреплении на человека излечивает его почти полностью, даже если человек в отключке. |
| Лечебный       | Обычный             | Восстановление+50             | При прикреплении на человека исцеляет большинство не смертельных ран. |
| Оружейный      | Неизвестно          | Металлический шар             | Создаёт металлический шар, когда мистикер прикреплён на руку. |
| Оружейный      | Неизвестно          | Валиант                       | Преобразуется на руке в оружие типа молота, с нечеловеческой силой удара. |
| Элемент        | Обычный             | Ветер                         | Создаёт ветер, которым можно управлять. |
| Оружейный      | Неизвестно          | Афродит                       | Создаёт розы, которые могут использоваться в разных ситуациях. |
| Оружейный      | Редкий              | Тестаросса                    | Создаёт большой огненный меч в руке использующего. |
| Оружейный      | Редкий              | Стрела                        | При прикреплении к руке создаёт лук, стреляющий стрелами. |
| Оружейный      | Редкий              | Некромансер                   | Создаёт огромный чёрный меч, со способностью похищать злые души людей. |
| Перевоплощение | Редкий              | Тигр Джек                     | Преобразует использующего в тигра-гуманоида. Увеличивает силу и скорость. Чудовищные шипованные волосы (Дзюгамоу), Увеличивает шипы на спине создавая шипованный шар. |
| Оружейный      | Ультраредкий        | Тамамаю                       | При прикреплении на руку становится перчаткой вырабатывающей проволоку. Очень широкие возможности. Находился в распоряжении Джонатана и был отдан Сиро. Впоследствии попал к Даити, который сначала не мог с ним справится. Известно что ранее Гинга безуспешно старался его найти. |
| Другой         | Ультраредкий        | Сдвиг Измерения               | При помещении на объект или человека перемещает его в другое измерение. |
| Оружейный      | Редкий/Ультраредкий | Джимми                        | При прикреплении к руке создаёт электрогитару. Атаки основаны на звуках исходящих из гитары. Также пока что это единственный мистикер с разными возможностями, от поглощения электричества, до зомбирования людей с помощью звуков. |
| Неизвестен     | Уникальный          | Чёрный Какутан                | Один из Мистикеров Килин. Использует тени для создания шипов из проводников (серебряного пирсинга) и позволяет проходить сквозь тени если они соединены. Также пирсинг-проводники позволяют соединить тени между собой создавая теневую броню. |
| Призыв         | Редкий              | Кабуки                        | Мистикер элемента ветра, позволяющий призывать рой москитов, которых можно использовать для разных целей. |
| Призыв         | Редкий              | Тэнгоку (Хранитель)           | Мистикер призывающий большую квадратную книгу. Книга абсолютно разумна и может разговаривать. Одной из её способностей является возможность записи и анализа мистикера после того как книга попробует часть их способностей. Другая способность позволяет использующему нарисовать подобие запечатанного существа (Уже задокументированного) и призвать его. Чем реалистичней рисунок, тем сильнее будет призванное существо. |
| Оружейный      | Неизвестно          | Рок’н’Ролл Кейк               | Мистикер в виде гигантского молота; на самом деле он состоит из двух частей, ролла в виде наконечника молота и большой вилки вставленной в ролл. |
| Поддержка      | Неизвестно          | Драйв                         | При активации мистикер невероятно ускоряет использующего. |
| Перевоплощение | Редкий              | Злобная Кошка                 | Мистикер перевоплощения с тремя формами: Первая превращает использующего в человеко-кота, а третья — в гигантского кота-монстра. |
| Поддержка      | Неизвестно          | Взрыв Плюс                    | Взрывает все, к чему прикасается использующий. |
| Поддержка      | Неизвестно          | Данзюро                       | Когда добавлен к мистикеру Кабуки, позволяет москитам соединиться в одного гигантского москита. |
| Поддержка      | Неизвестно          | XY                            | Увеличивает физическую силу. |
| Другой         | Неизвестно          | Тренер Концентрации           | Реагирует на силу концентрации блейзера, испуская ауру. Используется для развития у блейзера концентрации и контроля сил. |
| Поддержка      | Неизвестно          | Электромагнетик               | Блокирует использование приборов связи. |
| Неизвестен     | Неизвестно          | Посетитель                    | Призывает быстро регенерирующее существо с руками в вида щупалец, усеянными ртами. Существо замечает и поглощает любого блейзера поблизости из-за их ментальной силы. Используется лидерами Царства Килин для подпитки Мистикеров Килин. |
| Оружейный      | Неизвестно          | Галлатен                      | Создаёт белый широкий меч. Конец Мира: Кидает человека с помощью Галлатена с высокой скоростью. |
| Призыв         | Неизвестно          | Слеипнир                      | Призывает белого единорога, который может возить людей на спине. |

## Персонажи

### Стражи и Союзники
- Даити

Команда «Небо», Подчиненный\Страж Секции III
Главный герой манги. Он считает себя очень крутым, хотя больше похож на неудачника. По неизвестным ему причинам, за Даити и его «силой» охотятся блейзеры-одиночки. Он иногда кажется беспечным, но знает как действовать в трудных ситуациях. Он блейзер, и чаще всего использует электрический мистикер который ему дал его брат. У него также есть Тамамаю, мистикер превращающийся в бронированную перчатку, который он получил от Сиро. Тамамаю тоже может принимать разные формы и очень силен когда его совмещают с электрическим мистикером Даити. Даити и Сиро стали соперниками с первой встречи и работали вместе по случайности. В качестве транспорта Даити использует моторизированную, двухколесную версию скейтборда, которая называется «Болборд».
- Гинга

Экс-Страж Секции III
Старший брат Даити, который вначале кажется очень холодным человеком, особенно со своим младшим братом. Когда они были маленькими, их родители погибли в результате несчастного случая, и это заставляет Даити чувствовать себя виноватым. Он попросил их купить чего-нибудь поесть. С тех пор Гинга отдалился от Даити. Гинга — изначальный владелец мистикера Кандати, но он отдал его Даити. Куроки называл его «Гением» по меркам блейзеров. Известно, что он действительно защищал Даити и заботился о нём, в то время как группа блейзеров хотела заполучить Даити. Гинга рассказал Даити что они оба блейзеры и, получив несколько ран, был телепортирован в другое измерение.
- Мисора

Команда «Небо», Лидер/Страж Секции III
Заботливая девушка, которая следит за командой. Во второй главе она была фактически насильно завербована в группу Куроки. Похоже, испытывает романтические чувства к Даити. Изначально не обладала способностями блейзера, но Мелон разглядела в ней потенциал. После тренировки с Тэндзиком наконец смогла пробудить силу блейзера. Обладает мистикером «Тэнгоку», принимающим форму огромной умной книги с одним глазом на ней. С помощью Тэнгоку Мисора смогла одолеть Дандзи, но была настолько уставшей, что не смогла помочь Даити в битве с Кайнэ.
- Куроки

Страж Секции III
Лучший друг Гинги, тот, кто объяснил Даити про существование мира Блейзеров. Он внезапно появился в жизни Даити, чтобы помочь ему после исчезновения Гинги, и навсегда изменил жизнь Даити. Очень веселый, любит шутить и постоянно подкалывает Даити, если может. Также похоже, что Куроки боится собак. Умело использует Лечащие мистикеры, основное оружие — огромный чёрный меч Некромансер. Использует безымянный одноместный автомобиль\мотоцикл, причем управляет им без рук. Использует Некромансер, чтобы вытягивать злые души людей не повреждая тело. Прилепляя мистикер Тьмы на мистикер Некромансер, чтобы удлинить его и разделять на части. Куроки сражался с Сюгой Чёрным Какутаном и победил его. По мнению Сюги, Куроки — прирождённый боевой гений.
- Сиро

Страж Секции XI
Главный герой игры. Один из Стражей, сражающийся против блейзеров-одиночек. Даити впервые встретил его после победы над Юмой, когда Сиро их спутал. Сначала они сражаются, но их находит Тамаки. Все вместе они обсуждают происхождение мистикеров, но их прерывает Монстр. Объединив силы и используя новые мистикеры они одолевают Монстра. Затем Сиро и Тамаки уходят с мистикером Тестаросса. Сиро становится соперником Даити. Внешне Сиро холоден, но на самом деле он добрый человек и честный блейзер. Сначала Сиро сражается с помощью мистикера Валиант, оружия типа перчатки. Затем он использует пылающий меч Тестаросса, который ему дал Даити.. Он отлично ему подходит, ведь Сиро хорош в ближнем бою и предпочитает использовать огонь.
- Тамаки

Страж Секции XI
Один из Стражей, сражающийся против блейзеров-одиночек. Девушка с большим запасом знаний. Использует мистикеры Ветра и Афродит. Вместе с Сиро вернула мистикер Тестаросса в Секцию XI. Похоже, что у неё есть чувства к Сиро.
- Мелон

Страж, Глава Штаба Секции III
Лидер Секции III с явными склонностями к садизму. Носит латексовый костюм, наказывает подчиненных кнутом. Не имеет способностей блейзера, но обладает уникальным навыком. Взглянув на человека может определить, есть ли у него способности блейзера.
- Джонатан

Страж, Глава Штаба Секции XI
Про него мало известно, кроме того что он использовал мистикер оружейного типа Ирвин, который контролирует удачу и неудачу. В 5й главе становится известно, что он Глава Секции 11, и похоже, что он устроил встречу Даити и Сиро. Также похоже, что именно он причастен к тому, что Даити получил мистикер Тамамаю. Играет большую роль в игре, так как является начальником Сиро и Тамаки.
- Тэндзик

Страж Секции III
Маленький милый говорящий дикобраз в хранилище Секции III. Любит проверять людей с помощью загадок. Блейзер на стороне Стражей. Тэндзик извращенец, и возможно его характер позаимствован у Джирайи из манги «Наруто», нарисованной Масаси Кисимото. Вообще он не совсем обычный дикобраз, например, у него брови закрывают глаза. Впервые появляется как надоедливое животное, следующее за Даити и Мисорой пока они решают загадку. Раскрывает себя Тэндзик лишь когда Даити хочет силой выбить из Юки, кто же такой Тэндзик на самом деле. Обладает мистикером «Взрыв Плюс». Работает в паре с Юкой. Вместе они одолели «кошачьего» блейзера Царства Килин.
- Юка

Помощница Тэндзика
Маленькая девочка, одетая как готичная лолита. Сначала появляется как начальник перед Даити и Мисорой, но оказывается, что она помощница Тэндзика. Она сразу влюбляется в Даити и завидует Мисоре. Обладает мистикером оружейного типа, который превращается в гигантский молот.

### Царство Килин & Одиночки
- Сюга Чёрный Какутан

Царство Килин, Лидер Темноты, Побеждён.
Один из пяти основателей Царства Килин. Использует Килин мистикер Чёрный Какутан. Он был побежден Куроки и, затем, он стал тенью своей собственной тени из-за эффекта Какутана. Чёрный Какутан забрал Куроки, сейчас он в руках Стражей. Никто из Стражей не может его использовать.
- Сумия Алый Энку

Царство Килин, Лидер Пламени
Один из пяти основателей Царства Килин. Про него мало известно кроме того что он использует мистикер Алый Энку. На базе Стражей он появляется чтобы вернуть мистикер, оставленный Сюгой. Смог освободиться от Тамамаю Даити и исчез в всполохе пламени.
- Кайнэ

Музыкант и Блейзер/Одиночка/Царство Килин, Побежден
Странный парень, использующий мистикер Джимми (Гитара). Известно, что Кайнэ — часть обширной организации одиночек, и что он почти начал битву с Сюгой. Хотя он и был подчиненным Сюги, предпочитал находиться в одиночестве и плевал на цели организации. Кайнэ может активировать Блейзер Драйв. Был побежден Даити.
- Дандзи

Побежденный член Царства Килин
Подчиненный Сюги. Говорит громким голосом, пренебрежительно относится к женщинам, использует мистикер Кабуки. В одиночку начал атаку на штаб Секции III, заполонив его москитами. Позднее сражался с Мисорой и проиграл ей с её мистикером Тэнгоку.
- Нэйру

Побежденный член Царства Килин
Подчиненная Сюги. Очень привлекательная взрослая женщина, принимала участие в атаке на штаб Секции III. Должна была сдерживать Тэндзика и Юку. Сражалась с Юкой, так как Тэндзик отказывался бить «сексуальную женщину». Активировала мистикер Злобная кошка и была побеждена Тэндзиком в своей третьей (финальной) форме.
- Монстр

Одиночка, Побежден
Один из одиночек, враг Даити. Был боссом Юмы, парня, проигравшего Даити в первых сериях. Очень силен физически, даже без использования мистикера проломил статую одним ударом. Использовал мистикер Тигр Джек. Был побежден командой Даити\Сиро.

## Главы
| № | Дата публикации                                                                                              | ISBN                                   |
| --- | --- | -------------------------------------- |
| 01 | Август 4, 2008                                                                                               | ISBN 978-4-06-380002-9                 |
| - 01. Наследие - 02. Решение отправиться в путешествие - 03. Первая миссия | - 01. Наследие - 02. Решение отправиться в путешествие - 03. Первая миссия                                   | Персонажи на обложке: - Даити - Мисора |
| Даити ввязывается в драку с командой «Тайфун», пытаясь кому-то помочь. Битва длится до тех пор пока Мисора не получает рану, а брат Даити, Гинга, спасает их, ослепив команду «Тайфун» с помощью мистикера. Даити ссорится с Гингой из-за спасения. Позже Мисора пытается отблагодарить Даити, отдав ему найденный мистикер. Даити решает показать его Гинге, но тот разрывает мистикер на куски. Даити расстроен и уходить гулять, где и встречает неизвестного блейзера. Этот блейзер объясняет, что мистикер который порвал Гинга был ловушкой. После напряженной битвы Даити теряет Гингу из-за особого мистикера противника, после того как узнает что они оба блейзеры, но получает мистикер Кандати, который мгновенно поджаривает блейзера-врага. Глава заканчивается встречей с другом Гинги, Куроки, который предлагает Даити свою дружбу и поддержку. Даити и Куроки возвращаются домой к Даити. немного позже, в доме, когда Даити начинает понимать ситуацию, Куроки рассказывает ему про Нора-Буре, злых блейзеров. Нора-Буре это наемники с хорошо организованной системой, а Куроки и Гинга - часть организации, созданной чтобы остановить наемников. Куроки пытается убедить Даити что Гинга еще жив, и Даити рассеивает его сомненья, сказав что он станет сильнее, раз обещал это Гинге. После этого они направляются на базу команды "Небо", где они смогут оставить Сиро, собаку Даити, которую Куроки сразу невзлюбил. Когда Даити уже собрался уйти, появляется Мисора. Даити хочет ей все объяснить, но просто извиняется за то, что произошло ранее и просит её позаботится о Сиро. Затем Даити привозят в укрытие подразделения Стражей, где Куроки пропадает, а три блейзера начинают бить Даити. Он думает над тем что сказал ему брат: Что он не делал ничего, кроме как "влипал в драки", и Даити решает не вступать в бой. Скоро первый парень объясняет что он блейзер и собирается прикончить Даити, когда появляется Мисора. Куроки появляется и объясняет, что это был просто тест, который Даити прошел. После того как Даити победил блейзера используя Кандати, Куроки быстро исцелил обоих бойцов. После этого Даити подвергается подколам со стороны своих новых союзников за то, что защитил Мисору не раздумывая ни секунды, и объясняет ей все. Так как возможна утечка информации, Мисора остается под надзором. После прохождения теста, Куроки приводит Даити и Мисору в подразделение Стражей. Они встречаются с главой подразделения, и та немедленно отправляет Даити и Куроки на миссию по возвращению редкого, украденного мистикера. | |                                        |
| 02 | Декабрь 4, 2008                                                                                              | ISBN 978-4-06-380018-0                 |
| - 04. Разборка в 003 - 05. Требование, чтобы стать лучшим - 06. Воля Мисоры - 07. Тень царства Килин | - 04. Разборка в 003 - 05. Требование, чтобы стать лучшим - 06. Воля Мисоры - 07. Тень царства Килин         | Персонажи на обложке: - Даити - Сиро   |
| Даити смог одолеть вора Юму и успешно возвращает редкий мистикер. Но когда он собирается уходить, он встречает человека, который думает что Даити это Юма и ввязывается в битву. Когда битва вдруг заканчивается, они понимают что оба Стражи и немедленно становятся соперниками. Чуть позже появляется Монстр и вынуждает их действовать сообща. Появляется новый персонаж. Это музыкант по имени Кайнэ, который использует мистикер-гитару и вынуждает Даити понять, что у него не хватает сил управлять Тамамаю. Когда Даити теряет контроль, Мисора пытается защитить его от атаки Кайнэ, а позже Куроки и его мистикер, Некромансер, помогают им выстоять против Кайнэ и его марионеток. Царство Килин вторгается в штаб Стражей чтобы найти Даити. Атаку возглавляет Сюга Черный Какутан. | |                                        |
| 03 | Март 4, 2009                                                                                                 | ISBN 978-4-06-380032-6                 |
| - 08. Пни банку - 09. Царство Килин Атакует - 10. Отчаяние Делает Труса Храбрецом - 11. Гордость женщины | - 08. Пни банку - 09. Царство Килин Атакует - 10. Отчаяние Делает Труса Храбрецом - 11. Гордость женщины     | Персонажи на обложке: - Даити - Кайнэ  |
| 04 | Июль 3, 2009                                                                                                 | ISBN 978-4-06-380056-2                 |
| - 12. Свет, прорывающийся сквозь тьму - 13. Блейзер Драйв - 14. Место, куда я могу вернуться - 15. Новые узы | - 12. Свет, прорывающийся сквозь тьму - 13. Блейзер Драйв - 14. Место, куда я могу вернуться - 15. Новые узы | Персонажи на обложке: - Даити - Куроки |
| 05 | Ноябрь 4, 2009                                                                                               | ISBN 978-4-06-380075-3                 |
| - 16. Новые связи - 17. Гадалка - 18. Ледяная Ведьма - 19. Тот, кто сияет на протяжении вечности | - 16. Новые связи - 17. Гадалка - 18. Ледяная Ведьма - 19. Тот, кто сияет на протяжении вечности             | Персонажи на обложке: - Даити          |
| 06 | |                                        |
| - 20. Возвращение - 21. Сквозь тёмное время - 22. Захватчик - 23. Свет реальности - 24. Разжигание | - 20. Возвращение - 21. Сквозь тёмное время - 22. Захватчик - 23. Свет реальности - 24. Разжигание           | Персонажи на обложке: - Даити          |